# 향고래상과
향고래상과(Physeteroidea)는 2과 2속 3종으로 이루어진 이빨고래 분류군이다.

## 하위 분류
- 향고래과 (Physeteridae)
  - 향고래속 (Physeter)
    - 향고래 (Physeter macrocephalus)
- 꼬마향고래과 (Kogiidae)
  - 꼬마향고래속 (Kogia)
    - 꼬마향고래 (Kogia sima)
    - 쇠향고래 (Kogia breviceps)